# Mastodon (гурт)
Mastodon — американський геві-метал-гурт з Атланти, штат Джорджія, у звучанні якого з'єдналися сладж, ґрув та прогресив-метал з елементами стоунера. Склад гурту, заснований у 2000 році, у складі якого грає Трой Сандерс (бас/вокал), Брента Гайндса (лід-гітара/вокал), Білла Келлігера (ритм-гітара/бек-вокал) і Бранна Дейлора (барабани/вокал) залишається незмінним з 2001 року. Mastodon випустив вісім студійних альбомів, а також ряд інших релізів. Дебютний альбом гурту Remission 2002 року отримав значне визнання критиків за своє унікальне звучання. Другий повноформатний реліз Mastodon, Leviathan, є концептуальним альбомом, заснованим на романі Германа Мелвілла «Мобі Дік». Три журнали нагородили альбом «Альбом року» у 2004 році: Revolver, Kerrang! і Terrorizer, а також вважається одним із найважливіших метал-альбомів 21-го століття. Альбоми гурту неодноразово входили до топ-10 Billboard 200. Триразові номінанти премії «Греммі». 2018 року гурт став переможцем премії «Греммі» у категорії «Краще метал-виконання» за пісню «Sultan's Curse». Гурт нерідко визнається одним із найвидатніших метал-колективів 21-го століття.

## Історія

### Заснування та ранні роки (2000—2003)

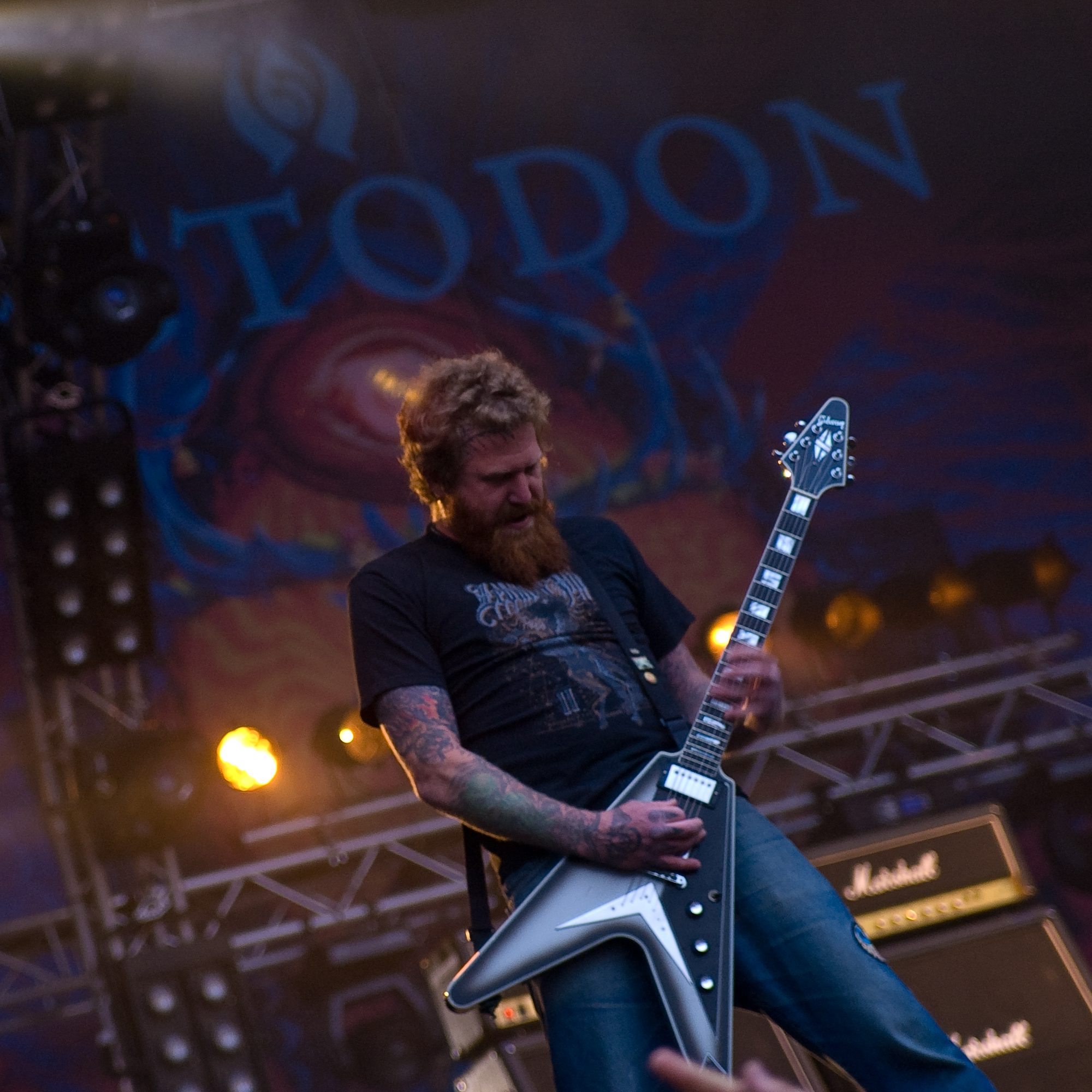
Брент Гайндс на Ruisrock 2007

Гурт був заснован 13 січня 2000 року, коли барабанщик Бранн Дейлор та ритм-гітарист Білл Келлігер переїхали в Атланту із Рочестера (що в штаті Нью-Йорк) та зустріли басиста Троя Сандерса та соло-гітариста Брента Гайндса на концерті High on Fire. Вони виявили, що обопільно цінують сладж-метал-гурти Melvins і Neurosis, легенд гевіметалу Iron Maiden та гардрокерів 1970-х Thin Lizzy, і незабаром після цього почали працювати разом над музикою. В інтерв'ю 2009 року Келлігер розповів, що вперше, коли Гайндс відвідав репетицію з гуртом, він «виявився таким виснаженим, що не міг грати».
Гурт записав демо з дев'яти пісень у червні 2000 року, на співі якого був Ерик Санер, та яку продавали шанувальникам на ранніх концертах. Через лише декілька місяців, Санер залишив гурт по особистим причинам, та пісні з цього демо були перезаписані вже зі співом Гайндса та Сандерса. 2001 року Reptilian Records випустив 7-дюймовий диск із зображеннями, що містить три перезаписані треки. В цьому ж році гурт підписав контракт з Relapse Records, та ще 5 перезаписаних пісень з демо вийшли як мініальбом Lifesblood.
Перша студійна платівка Mastodon, Remission, вийшов 28 травня 2002 року і включав пісні «Crusher/Destroyer» (яка була включена в саундтрек Tony Hawk's Underground) і перший сингл гурту «March of the Fire Ants». Одночасно з музичним відео на «March of the Fire Ants» у жовтні 2003 року вийшло розкішне видання Remission. Ця версія платівки містила кавер на пісню Thin Lizzy «Emerald» і бонусний DVD із професійно знятим концертом. сет, записаний на The Masquerade в Атланті.

### LeviathanтаCall of the Mastodon(2004—2005)
Друга платівка гурту, Leviathan, вийшла 2004 року; це концептуальний альбом, оснований на романі Германа Мелвілла «Мобі Дік». Гурт отримав визнання критиків за Leviathan, а альбом був названий альбомом року за версією Kerrang! і Terrorizer. «Blood and Thunder», у якому брав участь вокаліст Clutch Ніл Феллон, був обраний як один із найважливіших записів десятиліття National Public Radio в листопаді 2009 року, і що весь альбом уособлює «феноменальне десятиліття для металу». Leviathan також посів друге місце в списку найкращих альбомів 2004 року за версією Metal Hammer.
Гурт вирушив в тур на підтримку альбому, граючи по Північній Америці та Європі в турі The Unholy Alliance разом із Slayer і Lamb of God, а пізніше зі Slipknot.
«Iron Tusk», п'ятий трек альбому, можна знайти в саундтреку скейтбордингової відеогри Tony Hawk's American Wasteland і у відеогрі 2K Sports NHL 2K9. «Blood and Thunder» представлений у відеоіграх Need for Speed: Most Wanted, Project Gotham Racing 3 і Saints Row, а також у японських музичних іграх Drummania V2 і Guitarfreaks V2, і був доданий як трек для відтворення на всіх інструментах у Guitar Hero: Metallica. Він також вийшов як вміст для завантаження для Rock Band 3, а підтримка Pro Guitar також доступна за додаткову плату.
Після Leviathan у 2006 році вийшов альбом Call of the Mastodon, ремастеризована збірка перших дев'яти пісень гурту, а також DVD із інтерв'ю та записами концертів під назвою The Workhorse Chronicles, який включає матеріал із ранніх днів гурту у вигляді п'яти частин. Гурт заявив, що вважає Call of the Mastodon своїм першим студійним альбомом, оскільки його пісні були записані та вийшли до Remission. Ці два релізи були останніми для гурту для Relapse Records, оскільки пізніше вони підписали контракт з Warner Bros. Mastodon також записав кавер-версію пісні Metallica «Orion» для Kerrang! 2006! триб'ют-альбом, присвячений 20-річчю виходу Master of Puppets.

### Blood Mountain(2006—2008)
Третя студійна платівка гурту, Blood Mountain, вийшла 12 вересня 2006 року, після чого відбувся тур на підтримку альбому разом з Tool в Європі та Slayer в Австралії та Новій Зеландії. Фронтмен Mars Volta Седрік Бікслер-Завала додав свій вокал до треку «Siberian Divide». Фронтмен Queens of the Stone Age Джош Гоммі записав вокал для пісні «Colony of Birchmen».

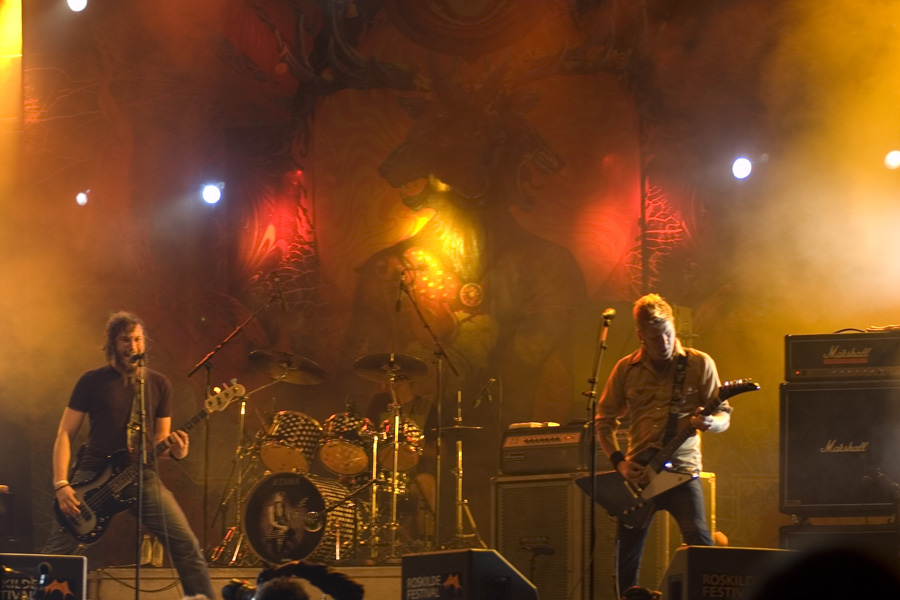
Mastodon наживо на фестивалі в Роскіле 2007

Гурт виконав пісню «Colony of Birchmen» у програмі NBC «Пізня ніч з Конаном О'Браєном» 1 листопада, що стало їх першою появою на мережевому телебаченні перед аудиторією близько 2,4 мільйона людей. Ця пісня також звучала у відеоіграх Saints Row 2 і Rock Band 2.
Перший сингл гурту з Blood Mountain, «Capillarian Crest», посів № 27 у рейтингу 100 найкращих пісень 2006 року журналу Rolling Stone. Сам альбом посів дев'яте місце в списку найкращих альбомів року журналу. Британський Metal Hammer визнав його найкращим альбомом 2006 року в опитуванні критиків наприкінці року. Kerrang! проголосував за альбом під № 5! у своєму списку на кінець року, а також № 6 і № 1, відповідно, у списках найкращих альбомів PopMatters 2006 року та найкращих металевих альбомів 2006 року. About.com назвав його найкращим метал-альбомом 2006 року. Blood Mountain також був названий найкращим альбомом 2006 року у випуску Bizarre до 10-ї річниці (номер 119). Він також посів 2 місце в списку найкращих альбомів 2006 року журналу Revolver. Гурт був названий Артистом місяця 2007 року на Gametap.com.
За цей час Mastodon гастролював і відіграв численні концерти. Гурт приєднався до Against Me! і Cursive для туру по Північній Америці, де Planes Mistaken for Stars починається на одній нозі, а These Arms Are Snakes — на іншій. Виступ у Мілвокі довелося скасувати через хворобу Брента Гайндса. Mastodon гратиме на фестивалі Хоув у Норвегії, а також на головній сцені фестивалю Download, а потім на музичному фестивалі Pitchfork. Протягом цього часу гурт відкрив для Metallica тур Sick of the Studio. Гурт також грав на Dubai Desert Rock у 2007 році, музичних фестивалях Bonnaroo у 2008 році та на першому Mayhem Festival. 2008 року Mastodon гастролював із Slayer, Trivium, Lamb of God та декількома іншими метал-гуртами під час туру The Unholy Alliance 2008.
Гурт виконав пісню «Colony of Birchmen» на церемонії вручення нагород MTV Video Music Awards 2007 наживо з Джошем Хоммом. Повідомлялося, що після телевізійного виступу Брент Гайндс отримав серйозну травму голови. Blabbermouth.net спочатку повідомляв, що це сталося в результаті жорстокого нападу, але пізніше поліцейський звіт припустив, що нетверезий Гайндс влаштував бійку з басистом System of a Down Шаво Одаджяном і вокалістом Вільямом Гадсоном, також відомим як преподобний Вільям Берк гурту Achozen..
«Sleeping Giant» була доступна як пісня для завантаження для Guitar Hero III: Legends of Rock, «Colony of Birchmen» була включена в Harmonix's Rock Band 2 і Volition's Saints Row 2, а «Divinations» була включена в Madden NFL 10 і Saints Row 3. Mastodon зробив кавер-версію пісні Гаррі Нільссона «One» для рекламної кампанії відеогри Army of Two. Учасники гурту є шанувальниками Aqua Teen Hunger Force, а в 2007 році Mastodon виконали першу пісню Aqua Teen Hunger Force Colon Movie Film for Theaters «Cut You Up with a Linoleum Knife».

### Crack the SkyeтаLive at the Aragon(2009—2010)

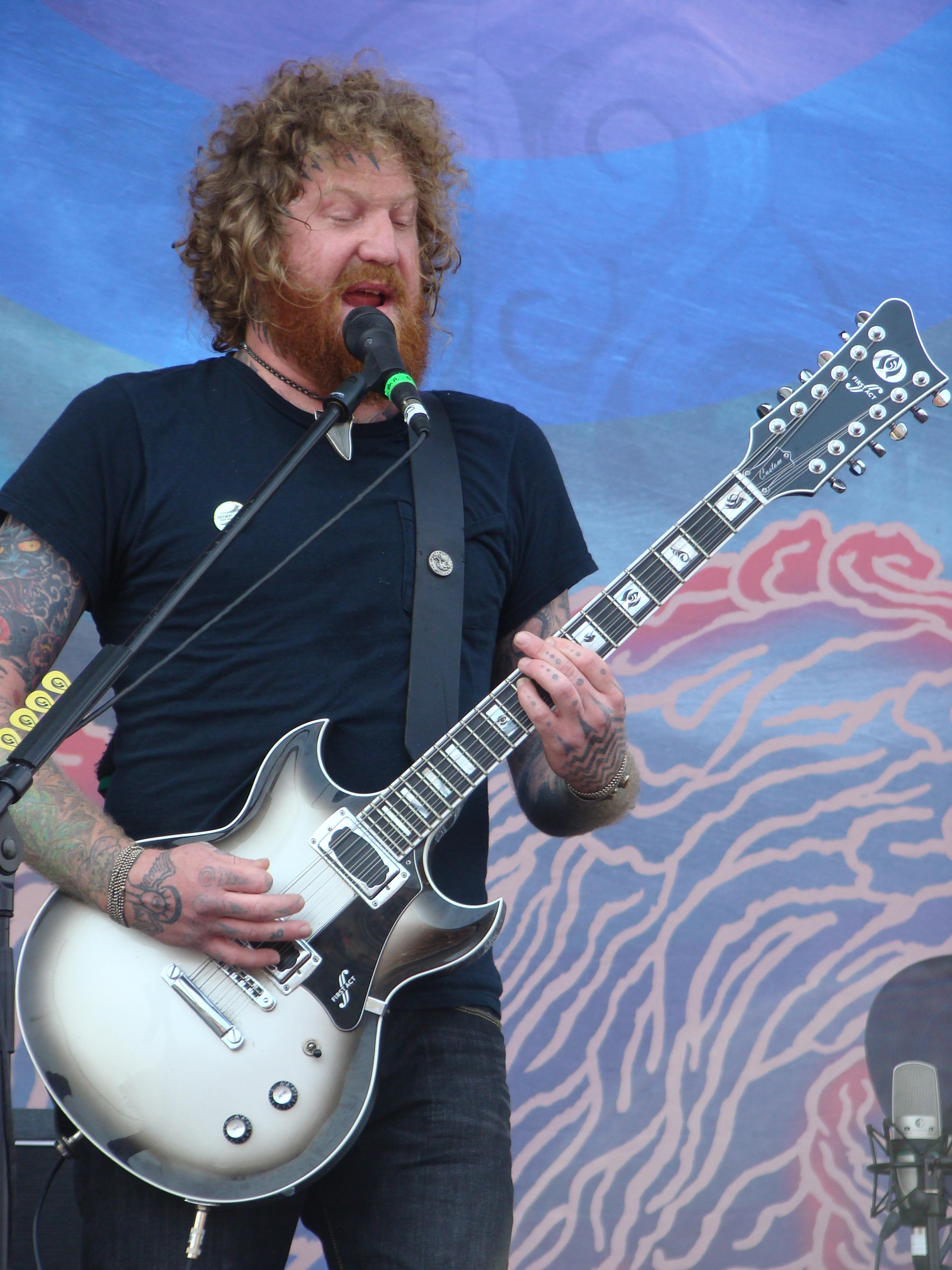
Виступ Брента Гайндса у 2009 році.

Crack the Skye вийшов 24 березня 2009 року як звичайна версія та розкішна версія (яка включає всі пісні в інструментальних версіях, а також їхні звичайні версії) і увійшов до Billboard 200 під номером 11 через тиждень. Платівку продюсував Брендан О'Браєн, а Скотт Келлі з Neurosis повертається як запрошений музикант на титульному треку. В інтерв'ю MusicRadar гітарист Білл Келлігер підтвердив, що альбом розповідає про «позатілесний досвід» і розглядає концепції астральних подорожей, кровотин, теорій Стівена Гокінга та духовної сфери. Платівка розповідає про хворого на параліч, який вивчає астральну проєкцію. У своїй подорожі він підлітає надто близько до сонця, обпалюючи свою пуповину, яка з'єднує його з тілом, і летить у забуття. У той самий час у царській Росії Распутін та його культ направляли духів і принесли паралізованих хворих свого часу. Він пояснює свою ситуацію і передрікає вбивство Распутіна. Неминуче Распутіна вбивають, і Распутін повертає його до тіла. Гурт дебютував з трьома новими треками на музичному фестивалі Bonnaroo, але більше не давав концертів до виходу альбому через побоювання розповсюдження в Інтернеті та бажання зіграти пісні для потрібної аудиторії. Барабанщик Бранн Дейлор виконує головний вокал у куплетах пісні «Oblivion». Mastodon був хедлайнером на фестивалі Scion Rock Fest 28 лютого 2009 року, виконавши сет із трьох треків із Crack the Skye, уперше з моменту завершення та запису цих пісень. 15 травня 2009 року Mastodon виконав скорочену версію «Oblivion» на Пізньому шоу з Девідом Леттерманом.

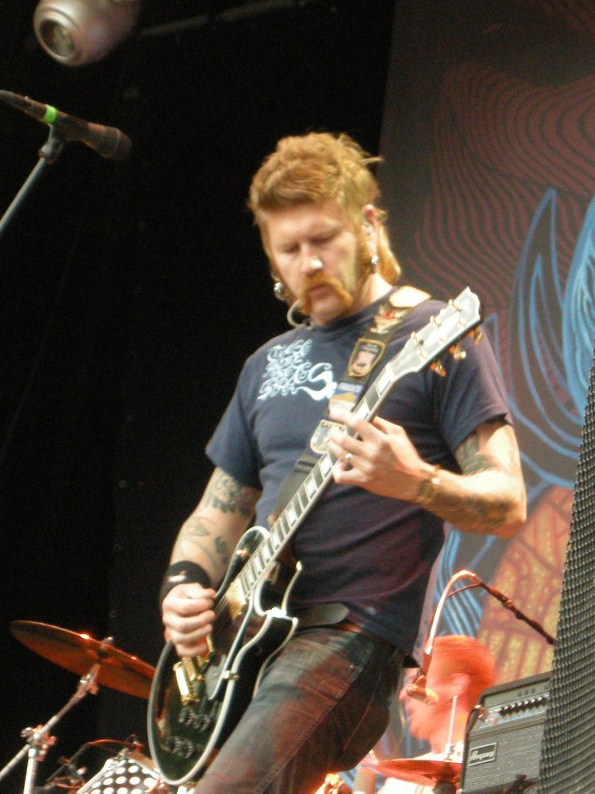
Білл Келлігер на фестивалі Sonisphere у 2009 році

Щоб підтримати свою нову платівку, Mastodon гастролював з Metallica під час останньої частини європейського етапу їх World Magnetic Tour у 2009 році. Восени 2009 року вони разом із Dethklok вирушили в тур «Adult Swim Presents» разом із Converge і High on Fire. 17 жовтня 2009 року вони записали DVD, що документує тур у Aragon Ballroom у Чикаго. Mastodon грав на фестивалі альтернативної музики Big Day Out, гастролюючи по Австралії та Новій Зеландії в січні та лютому 2010 року.
29 жовтня 2009 року вони виконали «Divinations» на Пізнє шоу з Джиммі Феллоном.
4 листопада 2009 року Mastodon випустили свою другу мініплатівку під назвою Oblivion.
Об'єднавшись із гуртами Deftones та Alice in Chains, у вересні 2010 року Mastodon вирушив у тур по США та Канаді. Тур називався Blackdiamondskye, це портманто з останніх альбомів трьох гуртів (Black Gives Way to Blue, Diamond Eyes і Crack the Skye).
Кінорежисер Джиммі Гейворд зв'язався з гуртом під час їхнього туру Європою у 2009 році та розповів, наскільки прослуховування Blood Mountain допомогло його творчому процесу під час написання сценарію, і він запропонував Mastodon шанс написати музику до фільму, над яким він працював, — Джона Гекса. В інтерв'ю журналу Paste басист Трой Сандерс сказав, що Гейворд «несподівано подзвонив нам як фанат. Це був найкрасивіший, справжній спосіб співпраці». Mastodon використовував сцени з фільму як натхнення під час написання та запису, а інструментальний саундтрек, Jonah Hex: Revenge Gets Ugly EP, вийшов 29 червня 2010 року через Reprise Records.
У 2010 році було підтверджено, що гурт є частиною саундтреку до ремейку Splatterhouse від Namco Bandai Games 2010 року. Головного героя гри також можна побачити в футболці Mastodon у певних ретроспективних роликах.
15 березня 2011 року Mastodon випустили свій перший концертний DVD/CD під назвою Live at the Aragon through Reprise. Запис містить повне виконання їхнього четвертого студійного альбому Crack the Skye разом із піснями з їхніх попередніх записів.

### The Hunter(2011—2012)

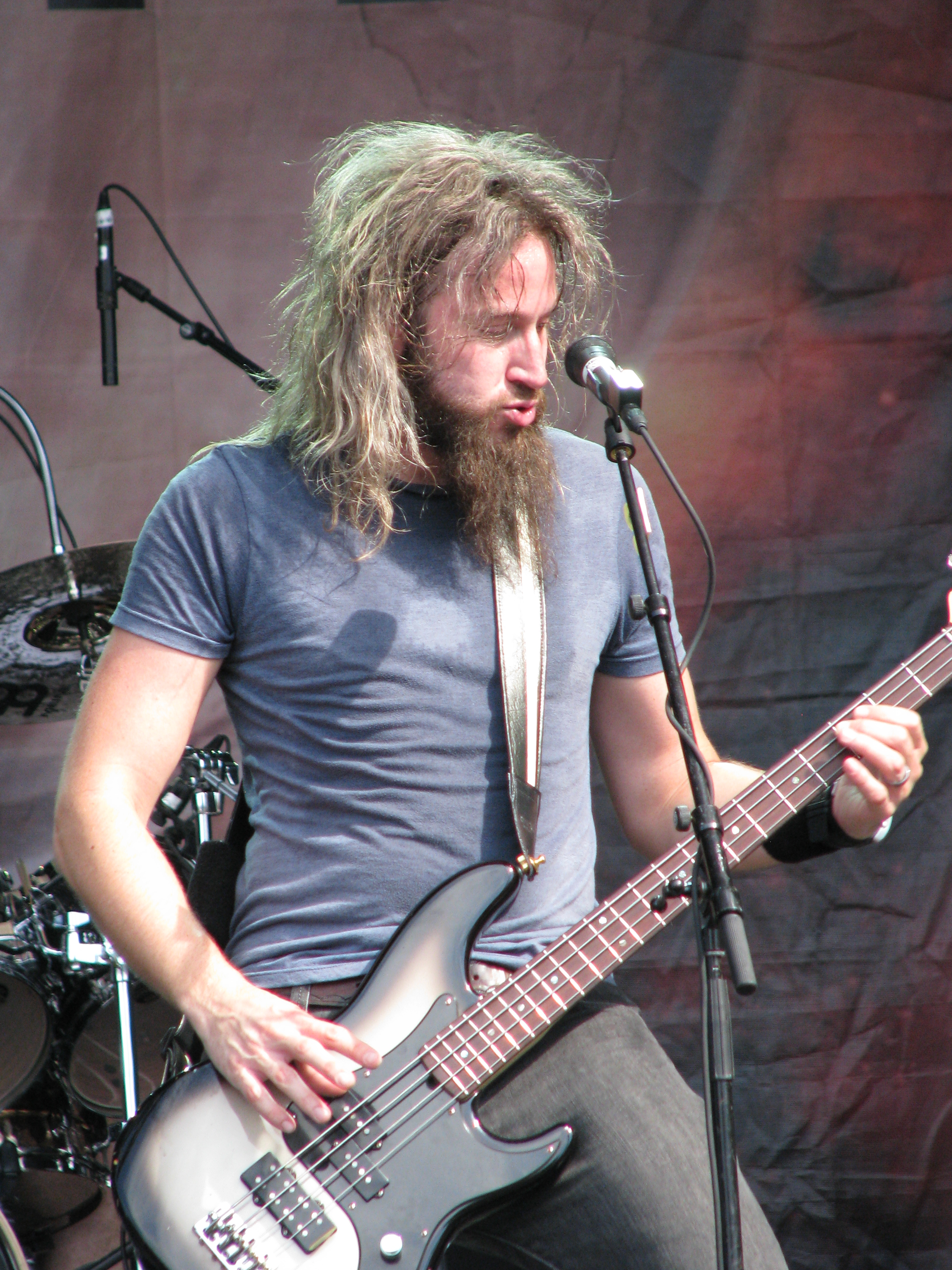
Трой Сандерс із Mastodon у Sonisphere, Стокгольм у 2011 році

The Hunter, п'ята студійна платівка Mastodon, був записаний на Doppler Studios в Атланті з продюсером Майком Елізондо. Перші натяки на новий альбом гурт надав через Facebook у січні 2011 року. Барабанщик Бранн Дейлор розкрив під час інтерв'ю назву нового альбому гурту та описав новий матеріал як не стільки прогі, скільки орієнтований на рифи та «трохи більше». урізана".
Тим часом гурт виступав на багатьох великих літніх фестивалях. 28 червня 2011 року Mastodon випустив через Adultswim.com трек, який залишився після сесій Crack the Skye під назвою «Deathbound».
Перша спроба The Hunter відбулася в липні 2011 року, коли Mastodon випустив на YouTube пісню «Black Tongue», на якій зображено Ей Джея Фосіка, який створює скульптуру, використану для обкладинки альбому. 12 серпня гурт оприлюднив трек-лист із The Hunter і дебютував із «Curl Of The Burl», першим офіційним синглом із нового альбому. Майк Елізондо був обраний продюсером альбому, який знаменує його першу роботу з гуртом. Також було оголошено про вихід розкішного видання. Він містив два бонус-треки «The Ruiner» і «Deathbound» і інший кавер.
6 вересня Mastodon випустив третю пісню з The Hunter, «Spectrelight», за участю Скотта Келлі з Neurosis.
16 вересня гурт випустив 53-хвилинний візуалізатор із усіма треками альбому за 11 днів до релізу The Hunter. На підтримку альбому було оголошено турне по Північній Америці. Альбом був дуже добре сприйнятий фанатами та ЗМІ. Він також отримав високі результати в офіційних чартах, піднявшись до десятого місця в Billboard 200. 5 жовтня 2011 року вони виконали пісню «Curl of the Burl» на Пізнє шоу з Девідом Леттерманом.
12 жовтня було оголошено про британське турне, яке триватиме до лютого 2012 року з колегами The Dillinger Escape Plan і Red Fang на підтримку. Вони були на Later… з Jools Holland, де виконали «Black Tongue» і «Curl of the Burl». Було оголошено про 17-денний європейський тур, який включав Скандинавію, Німеччину, Францію, Іспанію, Бельгію, Португалію, Італію, Нідерланди та Латвію.
1 грудня «Curl of the Burl» був номінований на премію «Ґреммі» в категорії «Кращий метал/хард-рок». Для гурту це друга номінація, перша була за «Колонію березовиків» у 2007 році.
Платівка була названа «Альбомом року» за версією Metal Hammer, Classic Rock і Rock Sound.
У січні 2012 року було оголошено, що Mastodon і шведський прог-метал гурт Opeth вирушать у спільний тур по Північній Америці. Його назвали «Heritage Hunter Tour» на честь останніх релізів обох гуртів, The Hunter і Heritage. Гурти змінювали один одного в ролі хедлайнерів. На підтримку виступив шведський гевіметал гурт Ghost. 11 лютого 2012 року гурт дав аншлаговий концерт у Brixton Academy в Лондоні, це був найбільший гедлайнерський концерт гурту. Dry Bone Valley" вийшов 13 лютого як третій сингл альбому. Також вийшов кліп на пісню.
21 квітня 2012 року, на честь Дня магазину звукозаписів, Mastodon випустив дві окремі платівки. Перший був розділений 7-дюймовий з Feist під назвою Feistodon. Mastodon зробив кавер на «A Commotion» Фейста, а Feist — на «Black Tongue» Mastodon. Пара також випустила унікальне інтерактивне музичне відео на пісню «A Commotion» із перехресним плавним переходом. Другим релізом став кавер на «A Spoonful Weighs a Ton» The Flaming Lips.
Гурт провів літо, виступаючи на фестивалях по Європі та Південній Америці. Це був останній тур на підтримку The Hunter.

### Once More 'Round the Sun(2014—2015)
Mastodon знову почав запис на початку 2013 року. Гітарист Брент Гайндс описав нову музику як «справді моторошну» і «дуже страшно звучаючи», і заявив, що він написав три нові пісні. 3 грудня 2012 року гурт оголосив на своїй сторінці в Twitter, що пише пісню для фільму «Університет монстрів». Однак пісня, використана у фільмі, раніше вийшла на «Island». Вони також були частиною фестивалю Rockstar Energy Mayhem у 2013 році. 6 травня 2013 року гурт заявив, що вони «…дуже зайняті написанням і складанням пісень для наступного студійного альбому Mastodon…». В інтерв'ю 26 липня Бранн Дейлор, як повідомлялося, сказав, що гурт «імовірно [пійде в студію] наприкінці вересня». Гурт також грав на Фестивалі музики та мистецтв Bonnaroo 2014.

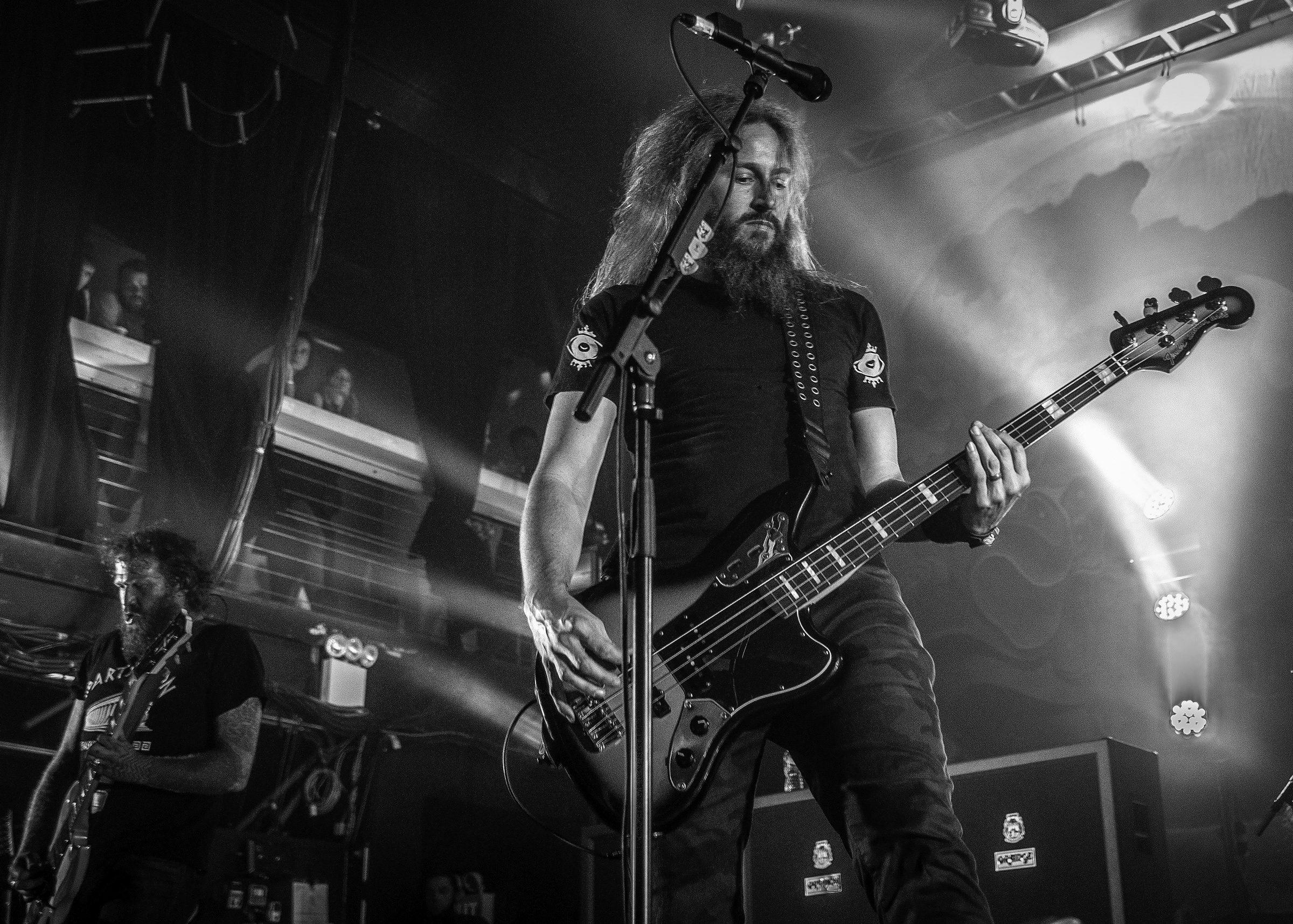
Брент Гайндс (ліворуч) і Трой Сандерс (праворуч) у травні 2014 року

27 лютого Бранн Дейлор сказав в інтерв'ю, що їхній шостий альбом вийде влітку 2014 року, а також заявив, що гурт випустить мініальбом взимку 2014 року. Деякі з підтверджених треків: «Tread Lightly», «Buzzard's Guts», «Scent of Bitter Almonds», «High Road» і «Aunt Lisa».
В інтерв'ю Трою Сандерсу в журналі Paste, опублікованому 3 квітня, він розповів, що альбом називається Once More 'Round the Sun і містить 15 треків. Він також підтвердив, що Mastodon записав 90 хвилин матеріалу, але лише 60 хвилин з нього будуть присутні в альбомі; невиданий матеріал, ймовірно, може вийшти на мініальбомі пізніше 2014 року. Ще кілька підтверджених треків: «Diamonds in the Witch House» (у якому Скотт Келлі з Neurosis виступає як гостьовий вокал) і «Ember City».
В інтерв'ю 11 квітня Дейлор повідомив, що альбом вийде в червні.
17 квітня перший сингл «High Road» був доступний для стрімінгу.
26 квітня Білл Келлігер оприлюднив назву другого синглу «Chimes at Midnight».
Станом на 16 червня 2014 року весь альбом транслюється на iTunes.
Альбом вийшов 24 червня 2014 року на Reprise Records. Альбом розійшовся тиражем близько 34 000 копій у Сполучених Штатах протягом першого тижня після виходу, зайнявши 6 позицію в чарті Billboard 200, що стало першим поспіль дебютним альбомом гурту в топ-10, а їхній попередній альбом The Hunter посів перше місце. 10 після відкриття з 39 000 копій у 2011 році.

### Emperor of Sand,Cold Dark Placeта «Stairway to Heaven» (2015—2019)
18 січня 2015 року було повідомлено, що Брент Гайндс працював над новим альбомом Mastodon, показавши фотографію, на якій він грає на 13-струнній педальній слайд-гітарі. Той самий звіт пізніше підтвердив Трой Сандерс, який заявив: «Кожен запис, який ми робимо, звучатиме по-різному, тому що ми завжди хочемо розвиватися та створювати свій власний музичний шлях. І кожен запис буде відрізнятися. Ми не хочемо писати один і той самий запис двічі».
12 березня 2015 року Mastodon випустив новий трек під назвою «White Walker», який з'явився в Game of Thrones: Catch the Throne Vol. 2 мікстейп для реклами п'ятого сезону серіалу HBO «Гра престолів». Дейлор, Гайндс і Келлігер також з'явилися в епізоді 8 сезону як дикі тварини. У цьому мікстейпі також будуть пісні інших виконавців, починаючи від Killswitch Engage і закінчуючи Snoop Dogg. Гайндс і Келлігер знову повернулися до «Гри престолів» як бойовики серед армії Білих ходоків у фінальному епізоді 7 сезону «Дракон і вовк».
Сьомий студійний альбом групи, Emperor of Sand, вийшов 31 березня 2017 року. Темою для альбому став рак, натхненний дружиною Троя, у якої був діагностований рак, і матір'ю Білла, яка втратила життя від раку. У ньому докладно розповідається про мандрівника, якого імператор вигнав у пустелю, фактично засудивши його до смерті. Ця історія є метафорою людини, у якої діагностовано рак у термінальній стадії. Перший сингл «Show Yourself» вийшов у лютому та посів 4 місце в чарті US Billboard Mainstream Rock Songs у червні, що зробило його найвищою піснею гурту на сьогодні. Другий сингл, «Steambreather», досяг 18 місця в тому ж чарті в жовтні.
Mastodon також випустив EP під назвою Cold Dark Place 22 вересня того ж року. Це був мініальбом із чотирьох пісень, три пісні, записані під час сесій Once More 'Round the Sun, і один трек, записаний під час сесій Emperor of Sand. Перший сингл для мініальбому «Toe to Toes» вийшов 1 вересня 2017 року. Брент Гайндс заявив, що натхненням для деяких пісень, записаних для Cold Dark Place, які він написав, було неприємне розставання, через яке він пройшов. Описуючи звучання платівки, Гайндс заявив, що «я написав досить похмуру, красиву, моторошну, веселу, ефірну, меланхолійну музику, яка також трохи нагадує Bee Gees». 1 грудня гурт випустив перероблену версію 12-серійного документального фільму «The Making of Emperor of Sand» на своєму офіційному YouTube-каналі. Було оголошено, що Mastodon візьмуть участь у літньому турі 2018 року з Primus, який охопить Північну Америку і триватиме з травня по липень. 2019 року вони випустили кавер на Led Zeppelin під назвою «Stairway to Heaven», присвячений пам'яті дорогого друга та менеджера Ніка Джона.

### Medium RaritiesтаHushed and Grim(2020–дотепер)
31 липня 2020 року Mastodon випустили нову пісню під назвою «Fallen Torches» і анонсували альбом-компіляцію рідкісних матеріалів під назвою Medium Rarities, який вийшов 11 вересня 2020 року.
17 червня 2021 року гурт оголосив про партнерство з компанією, що транслює пряму трансляцію, Dreamstage, щоб представити живий акустичний сет у своєму рідному місті Атланта в океанаріумі Джорджії 15 липня, причому 1 долар США з кожного продажу квитка/пакета сувенірів піде на підтримку акваріума.
Mastodon випустили свій восьмий студійний альбом Hushed and Grim 29 жовтня 2021 року. Продюсером альбому є Девід Боттрил, який раніше працював з такими виконавцями, як Пітер Ґебрієл, Muse, Tool і Rush.

## Склад гурту

### Нинішні учасники
- Бранн Дейлор — ударні, перкусія (2000–дотепер), бек-вокал (2005–дотепер), головний вокал (2008–дотепер)
- Білл Келлігер — ритм-гітара, бек-вокал (2000–дотепер)
- Трой Сандерс — бас, клавішні, бек-вокал (2000–дотепер), головний вокал (2001–дотепер)

### Колишні учасники
- Ерік Сейнер — головний вокал (2000)
- Брент Гайндс — соло-гітара, бек-вокал (2000—2025), головний вокал (2001—2025)

### Сесійні та гастролюючі музиканти
- Дерек Мічка — клавішні (2009—2011)
- Жоау Ноґейра — клавішні, синтезатори (2021–дотепер)